# Faustino Oro
Faustino Oro (Buenos Aires, 14 ottobre 2013) è uno scacchista argentino.
Considerato un bambino prodigio, è il più giovane di sempre ad aver ottenuto il titolo di maestro internazionale ed è soprannominato il "Messi degli scacchi".

## Carriera
Impara gli scacchi a sette anni nel periodo della pandemia di COVID-19 dal padre Alejandro, figlio di un grande appassionato di scacchi, perciò inizia a frequentare il circolo "Torre Blanca" di Buenos Aires. 
Nel dicembre 2021 si laurea campione nazionale giovanile argentino nella categoria under 8, realizzando il punteggio di 8 su 9, mentre nel giugno 2022 si laurea a Montevideo campione panamericano giovanile nella categoria under 10, realizzando il punteggio di 8 su 9.
Nel giugno del 2023 diventa il più giovane giocatore ad aver raggiunto un punteggio Elo di 2300. Nell'ottobre dello stesso anno partecipa al torneo di Comodoro Rivadavia, realizzando il punteggio di 6,5 su 9. Con questo risultato ottiene la prima norma di maestro internazionale, battendo il record del grande maestro uzbeko Javokhir Sindarov.
Nel dicembre 2023 la famiglia decide di trasferirsi in Spagna a Badalona, per consentire a Faustino di progredire nella sua carriera scacchistica. Nel giugno del 2024 ottiene la sua seconda norma di maestro internazionale al Campionato Panamericano di Medellín in Colombia, dove si classifica al nono posto con il punteggio di 8,5 su 11; e la terza e ultima norma al torneo chiuso di Barcellona, dove si classifica secondo con il punteggio di 6,5 su 9. Il precedente record era detenuto dallo statunitense Abhimanyu Mishra, che al luglio 2024 detiene ancora il record di scacchista più giovane di sempre ad aver ottenuto il titolo di grande maestro.
Nel dicembre 2024 si qualifica per la prima volta alla finale del Campionato argentino, classificandosi quarto con il punteggio di 6,5 su 11 e a mezzo punto di distanza dal podio. Il titolo andrà al grande maestro Sandro Mareco.